# Edvardotrouessartia
Edvardotrouessartia — вимерлий рід південноамериканських плацентарних ссавців, що мешкав у середньому еоцені Патагонії. Він належав до родини Notostylopidae та порядку Notoungulata. Це один із багатьох родів цеї групи, які населяли Америку протягом більшої частини кайнозою, не залишивши сучасних нащадків.

## Етимологія
Edvardotrouessartia була названа на честь французького зоолога Едуарда Луї Труссара.

## Характеристики
Edvardotrouessartia є найбільшим відомим представником родини Notostylopidae.